# Cypraea arabicula
Cypraea arabicula är en snäckart som beskrevs av Jean-Baptiste Lamarck 1811. Cypraea arabicula ingår i släktet Cypraea och familjen Cypraeidae. Inga underarter finns listade i Catalogue of Life.